# Gaddethimmanahalli, Madhugiri
Gaddethimmanahalli là một làng thuộc tehsil Madhugiri, huyện Tumkur, bang Karnataka, Ấn Độ.